# Eishockey-Landesliga Bayern 2006/07
Die Eishockey-Landesliga Bayern 2006/07 wurde unter dem Dach des Bayerischen Eissportverbandes (BEV) organisiert und ist nach der Bayernliga (Regionalliga) eine der fünfthöchsten Spielklassen im deutschen Eishockey.

## Saisonverlauf
Die Eishockey-Landesliga 2006/07 war die 59. Ausspielung dieser Liga. Meister und Aufsteiger wurde der EHC 80 Nürnberg. Der Vizemeister und die Dritt- und Viertplatzierten konnten sich ebenfalls für die Bayernliga 2007/08 qualifizieren. Die Absteiger waren der EC Bad Kissingen und der EV Bruckberg. Der TSV Kottern zog sich aus der Liga zurück.

### Modus
In der Saison 2006/07 wurde die Landesliga in vier Vorrundengruppen als Einfachrunde ausgespielt. Nach der Vorrunde qualifizierten sich die ersten vier Mannschaften aller Gruppen für die Meisterrunde, während die Mannschaften ab Platz 5 jeder Gruppe an der Abstiegsrunde teilnahmen.
In der Meisterrunde, die in vier Gruppen zu je 4 Mannschaften als Einfachrunde ausgespielt wurde, konnten sich die Bestplatzierten jeder Gruppe für die Playoffs qualifizieren. In den Playoffs wurde im Modus „Best of Two“ der Meister der Landesliga und zugleich Direktaufsteiger in die Bayernliga ausgespielt. Der Vizemeister und der Drittplatzierte waren ebenfalls für die Bayernliga 2007/08 qualifiziert.
Nach der Abstiegsrunde, die wie die Meisterrunde in vier Gruppen zu je vier Mannschaften als Einfachrunde ausgespielt wurde, mussten die jeweils Gruppenletzten in die Bezirksliga absteigen.

## Teilnehmer
Nicht mehr dabei waren die Auf- und Absteiger der Vorsaison. Neu hinzukamen die Absteiger aus der Bayernliga und die Aufsteiger aus der Bezirksliga.

### Platzierungen Vorrunde
| Gruppe Nord | Gruppe West | Gruppe Ost | Gruppe Süd |
| --- | --- | --- | --- |
|  1. VER Selb - 2. ESC Haßfurt (N) - 3. EHC 80 Nürnberg - 4. ERSC Amberg - 5. EV Regensburg 1b - 6. EC Bad Kissingen (N) - 7. EHC Mitterteich - 8. EV Weiden 1b |  1. ESV Buchloe - 2. EV Pfronten - 3. EV Lindau - 4. ESV Burgau 2000 - 5. EV Bad Wörishofen (N) - 6. TSV Kottern - 7. EA Schongau (A) - 8. ERC Lechbruck |  1. Wanderers Germering (A) - 2. EV Dingolfing - 3. ESC Vilshofen - 4. EHC Straubing II - 5. EV Moosburg - 6. SE Freising - 7. München EK (N) - 8. EV Bruckberg |  1. ESC Holzkirchen - 2. SC Forst - 3. TSV Trostberg - 4. EC Bad Tölz 1b - 5. ERSC Ottobrunn - 6. DEC Frillensee - 7. SC Reichersbeuern - 8. EHC München 1b (N) |

Meisterrundenteilnehmer fett gedruckt  Gruppensieger (A) = Absteiger aus der Bayernliga, (N) = Aufsteiger / Neu in der Liga

### Platzierungen Abstiegsrunde
| Gruppe Nord                                                                       | Gruppe West                                                                    | Gruppe Ost                                                         | Gruppe Süd                                                                         |
| --------------------------------------------------------------------------------- | ------------------------------------------------------------------------------ | ------------------------------------------------------------------ | ---------------------------------------------------------------------------------- |
| - 1. EV Regensburg 1b - 2. EV Weiden 1b - 3. EHC Mitterteich  4. EC Bad Kissingen | - 1. EA Schongau - 2. EV Bad Wörishofen  3. TSV Kottern (R) - 4. ERC Lechbruck | - 1. EV Moosburg - 2. SE Freising - 3. München EK  4. EV Bruckberg | - 1. ERSC Ottobrunn - 2. SC Reichersbeuern - 3. EHC München 1b - 4. DEC Frillensee |

 Absteiger in die Bezirksliga Bayern (R) = Rückzug

### Platzierungen Meisterrunde
| Gruppe 1                                                                    | Gruppe 2                                                                 | Gruppe 3                                                                    | Gruppe 4                                                        |
| --------------------------------------------------------------------------- | ------------------------------------------------------------------------ | --------------------------------------------------------------------------- | --------------------------------------------------------------- |
|  1. Wanderers Germering - 2. ESC Haßfurt - 3. TSV Trostberg - 4. ESV Burgau |  1. EV Pfronten - 2. TSV Holzkirchen - 3. ESC Vilshofen - 4. ERSC Amberg |  1. EHC 80 Nürnberg - 2. ESV Buchloe - 3. EV Dingolfing - 4. EC Bad Tölz 1b |  1. VER Selb - 2. EV Lindau - 3. EHC Straubing 1b - 4. SC Forst |

Playoffteilnehmer fett gedruckt  Bayerischer Meister und Aufsteiger  Bayerischer Vizemeister und Aufsteiger  Aufsteiger

### Meister-Playoffs 2006/07
Die Halbfinal- und Finalspiele wurden im Best-of-Two-Modus ausgetragen.
|  | Halbfinale | Halbfinale          | Halbfinale      | Halbfinale | Halbfinale |                  |                     | Finale | Finale | Finale | Finale | Finale |
|  |            |                     |                 |            |            |                  |                     |        |        |        |        |        |
|  | M1         | Wanderers Germering | 9               | 5          | 14         |                  |                     |        |        |        |        |        |
|  | M2         | EV Pfronten         | 1               | 3          | 4          |                  |                     |        |        |        |        |        |
|  | M2         | EV Pfronten         | 1               | 3          | 4          | M1               | Wanderers Germering | 6      | 5      | 11     |        |        |
|  |            |                     |                 |            |            | M1               | Wanderers Germering | 6      | 5      | 11     |        |        |
|  |            | M3                  | EHC 80 Nürnberg | 7          | 5          | 12               |                     |        |        |        |        |        |
|  | M3         | M3                  | EHC 80 Nürnberg | 7          | 5          | 12               | EHC 80 Nürnberg     | 4      | 5      | 9      |        |        |
|  | M3         |                     |                 |            |            |                  | EHC 80 Nürnberg     | 4      | 5      | 9      |        |        |
|  | M4         | VER Selb            | 4               | 3          | 7          |                  |                     |        |        |        |        |        |
|  | M4         | VER Selb            | 4               | 3          | 7          | Spiel um Platz 3 |                     |        |        |        |        |        |
|  |            |                     |                 |            |            |                  |                     |        |        |        |        |        |
|  | M4         | VER Selb            | 8               | 3          | 11         |                  |                     |        |        |        |        |        |
|  | M2         | EV Pfronten         | 1               | 0          | 1          |                  |                     |        |        |        |        |        |

- Meister mit Aufstiegsrecht EHC 80 Nürnberg
- Vizemeister mit Aufstiegsrecht Wanderers Germering
- Platz 3 mit Aufstiegsrecht VER Selb
- Platz 4 mit Aufstiegsrecht EV Pfronten